# Gerhard von Dernath (Diplomat)
Gerhard Reichsgraf von Dernath (auch: von der Nath) (* 1666; † 12. Juli 1740) war ein Schleswig-Holstein-Gottorfischer Diplomat und Feldmarschall.

## Leben
Er war der Sohn von Gerhard von Dernath (von der Nath) (1622–1689), Herr der holsteinischen Güter Hasselburg, Mühlenkamp und Sierhagen. Dessen Frau war Christine von Ahlefeldt, Oberhofmeisterin und Ministerin der Kurfürstin von Kursachsen und Tochter von Detlev von Ahlefeldt und Ida von Pogwisch (1619–1679). Durch die Kinder aus der Ehe mit Christine von Ahlefeldt am 20. November 1665 wurde er Stammvater aller holsteinischen Grafen von Dernath.
Dernath genoss eine ausgezeichnete Erziehung. 1693 begleitete er als Freiwilliger den Kurfürsten Johann Georg III. mit seinen Hilfstruppen auf dem Weg zum Entsatz von Wien. Nach dem Tod seines Vaters kehrte er zurück und teilte mit seinem Bruder das Erbe. Er stand später im gottorfischen Dienst und wurde 1695 Oberst der Dragonergarde. Danach kommandierte er das gottorfische Truppenkontingent in den Niederlanden. 1706 wurde er zunächst Generalleutnant und später Oberbefehlshaber des gottorfischen Heeres und gleichzeitig Kriegsrat und Mitglied der herzoglichen Regierung. Er war Freiherr von Corters und Hofen, Kursächsischer Geheimer Rat sowie Feldmarschall.
Dernath war ein wichtiger Gegenspieler Magnus von Wedderkops und trug maßgeblich zu dessen Sturz bei. Er schloss sich Georg Heinrich von Görtz an und profitierte unmittelbar von der Enteignung Wedderkops, indem er Teile der beschlagnahmten Güter erhielt.
In Schleswig ließ sich Dernath ein Palais bauen, dessen Figurenschmuck von Theodorus Schlichting im Museumsberg Flensburg und dem davor befindlichen Park erhalten ist. Der Palais selbst brannte 1868 aus.

## Familie
Seine erste Frau wurde 1697 Christine Dorothea von Rantzau (1676–1717), Tochter von Hieronymus von Rantzau (1614–1679) auf Nütschau und Hemmelmark und der Sophie Elisabeth, geb. von Reventlow (1645–1702). Für Christine Dorothea war es bereits die zweite Ehe. Ihr erster Ehemann war Daniel Dietrich von Buchwaldt, gottorfischer Landrat und Amtmann von Gottorf, war 1696 verstorben.
1722 heiratete Dernath in Hamburg Louise Charlotte von Aldenburg (* 3. Februar 1664; † 12. Mai 1730), sie war die Witwe des General-Majors Christoph Bielke (* 1654; † 3. August 1704 in der zweiten Schlacht von Höchstädt) und Tochter des Grafen Anton I. von Aldenburg (1633–1680) und der Augusta, geb. Gräfin von Sayn-Wittgenstein († 1704).
Sein Sohn aus erster Ehe Gerhard (1700–1749) heiratete 1728 Sophie Charlotte von Bassewitz. Sie war die Tochter des gottorfischen Ministers und Kammerpräsidenten Henning Friedrich von Bassewitz († 1749).